# Nyctyornis athertoni
Il gruccione barbazzurra (Nyctyornis athertoni Jardine & Selby, 1830) è un uccello della famiglia Meropidae, diffuso in gran parte del subcontinente indiano e in parti del sud-est asiatico. 
Questo gruccione vive generalmente nelle radure della foresta. Si trova principalmente nella regione della Malesia, ma anche ad ovest nell'India peninsulare.
Ha un piumaggio di colore verde con parte della nuca, schiena e la gola dalla tinta azzurra e un becco lungo, stretto e leggermente ricurvo. Il ventre presenta una colorazione giallastra.
Si riproduce da febbraio ad agosto, ma principalmente in aprile e maggio. Depone da quattro a sei uova bianche, rotonde e leggermente lucide.